# Myriopholis erythraeus
Myriopholis erythraeus es una especie de serpientes de la familia Leptotyphlopidae.

## Distribución geográfica
Es endémica de Eritrea (incluyendo las islas Dahlak) y del centro-norte de Etiopía.